# 山楂腳
山楂腳，口語上稱仙楂跤，是台灣南投縣魚池鄉的一個傳統地域名稱，位於該鄉中部偏西北。相較於今日行政區，其範圍大致為大雁村南部。

## 歷史
台灣清治末期至日治初期，山楂腳地區為一街庄，稱為「山楂腳庄」，隸屬於五城堡。該庄北與大雁庄為鄰，東與新城庄為鄰，南邊為貓囒庄，西邊為茅埔庄、蓮華池庄。
1901年（日治明治三十四年）11月，全台廢縣廳改設二十廳，該庄隸屬於南投廳。1903年（明治三十六年）6月，該庄編入「五城區」，隸屬於南投廳。1909年（明治四十二年）10月，合併二十廳為十二廳，五城區仍隸屬於南投廳。1920年（大正九年），全台地方制度大改正，廢十二廳改設五州二廳，該庄改制為「山楂腳」大字，隸屬於臺中州新高郡魚池庄。
戰後魚池庄改制為魚池鄉，隸屬於臺中縣，大字亦改制為村。1950年10月，中、彰、投分治，魚池鄉改隸屬南投縣。

## 聚落
本地區發展較早的聚落有山楂腳、槌仔藔等，在日治期初期的官方地圖上已有記載。此外，本地區尚有草凹仔、仙楂腳巷、單冬頭等聚落。

## 交通
縣道131號（通文巷、仙楂腳巷）是埔里至水里的道路，大致以東南—西北走向由本地區東部邊界中央地帶入境後，繞彎道轉南南東再繞道轉西南，其後繞彎道轉南再轉西南西於本地區西部邊界南側出境。由該道路向東南轉東北再轉東可前往新城中部、魚池、大林、長寮南端、木屐囒西部、長寮東部邊界地帶、加道坑、珠子山東部邊界地帶、水頭、枇杷城、埔里等地；向西南西可前往茅埔、社子並止於水里聚落西北側的省道台16線路口暨鄉道投54線終點路口。
鄉道投66線（山楂腳巷）是洽坑至槌仔寮的道路，其東側端點位於本地區中部偏東的縣道131號路口。由此向東北轉北再轉西北蜿蜒而行，經鄉道投66-1線起點路口後續蜿蜒而行，出境後可前往大雁西南部、蓮華池並止於鄉道投64線路口。
鄉道投66-1線（大雁巷）是山楂腳至大雁的道路，其西南側端點位於本地區北部偏東的鄉道投66線路口。由此向北轉東北蜿蜒而行，出境後可前往大雁並止於省道台21線路口。
鄉道投67線（文正巷）是槌仔寮至貓囒的道路，其西北側端點位於本地區中部偏南南東的縣道131號路口（槌仔寮聚落西南郊）。由此向東南轉西南再轉南再轉東南東蜿蜒而行，其後轉東南出境可前往貓囒北部並止於省道台21線路口。